# Ernesto Viso
Ernesto Viso, né le 19 mars 1985 à Caracas, Venezuela, est un pilote automobile vénézuélien.

## Biographie
Après huit années de karting, Ernesto Viso a commencé sa carrière en sport automobile en 2001 aux États-Unis, dans la division « Est » du championnat de Barber Formule Dodge qu'il a remporté. Il rejoint ensuite l'Europe et court successivement en Formule Renault en 2002 (championnat de Grande-Bretagne et Eurocup) puis en Formule 3 britannique en 2003 et 2004, et enfin en Formule 3000 fin 2004, lors des dernières manches du championnat international.
En 2005, Viso intègre les rangs du championnat inaugural de GP2 Series, au sein de l'écurie espagnole BCN Competicion. Après une première année discrète, il se révèle lors de la saison 2006, qu'il dispute chez iSport International. Grâce notamment à deux victoires (à Imola et à Barcelone, à chaque fois lors de la course « sprint »), il termine le championnat à la sixième place finale. En cours d'année, il est nommé pilote essayeur de l'écurie Midland F1 Racing et participe à ce titre aux essais libres du vendredi lors du Grand Prix du Brésil de Formule 1 au mois d'octobre.

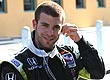
Ernesto Viso

Sans volant au début de la saison 2007, il revient à la compétition à l'occasion de l'étape française du GP2 Series lorsque l'écurie espagnole Racing Engineering fait appel à lui pour remplacer le Brésilien Sérgio Jimenez. Mais son retour manque de s'achever en drame puisque dès le premier tour de la première manche du meeting, il est victime d'un spectaculaire accrochage avec l'Allemand Michael Ammermüller. Viso, en pleine accélération, est surpris par l'allure modérée de l'Allemand et le touche à l'arrière, sa voiture décolle alors avant de retomber à l'envers sur la tranche d'un muret de béton. Transporté à l'hôpital, il s'en sort avec des blessures mineures.
En 2008, Viso s'exile aux États-Unis et signe en IndyCar dans l'écurie HVM Racing avec laquelle il court deux saisons (deux fois 18e du championnat). En 2010, 2011, et 2012, il rejoint l'écurie KV Racing Technology (17e, 18e et 20e respectivement), et pour sa dernière saison (2013) dans la catégorie, il court pour Andretti Autosport (15e du championnat).
En 2014 et 2015, il participe aux Stadium Super Trucks, un championnat de courses de pick-ups V8 tout-terrain disputé sur terre battue dans des stades, créé par Robby Gordon en 2013.

## Résultats en GP2 Series
| Saison | Écurie               | Courses disputées | Pole positions | Victoires | Points inscrits | Classement |
| 2005   | BCN Competicion      | 22                | 1              | 0         | 21              | 12e        |
| 2006   | iSport International | 21                | 0              | 2         | 41              | 6e         |
| 2007   | Racing Engineering   | 3                 | 0              | 0         | 0               | 29e        |

## Résultats aux500 milesd'Indianapolis

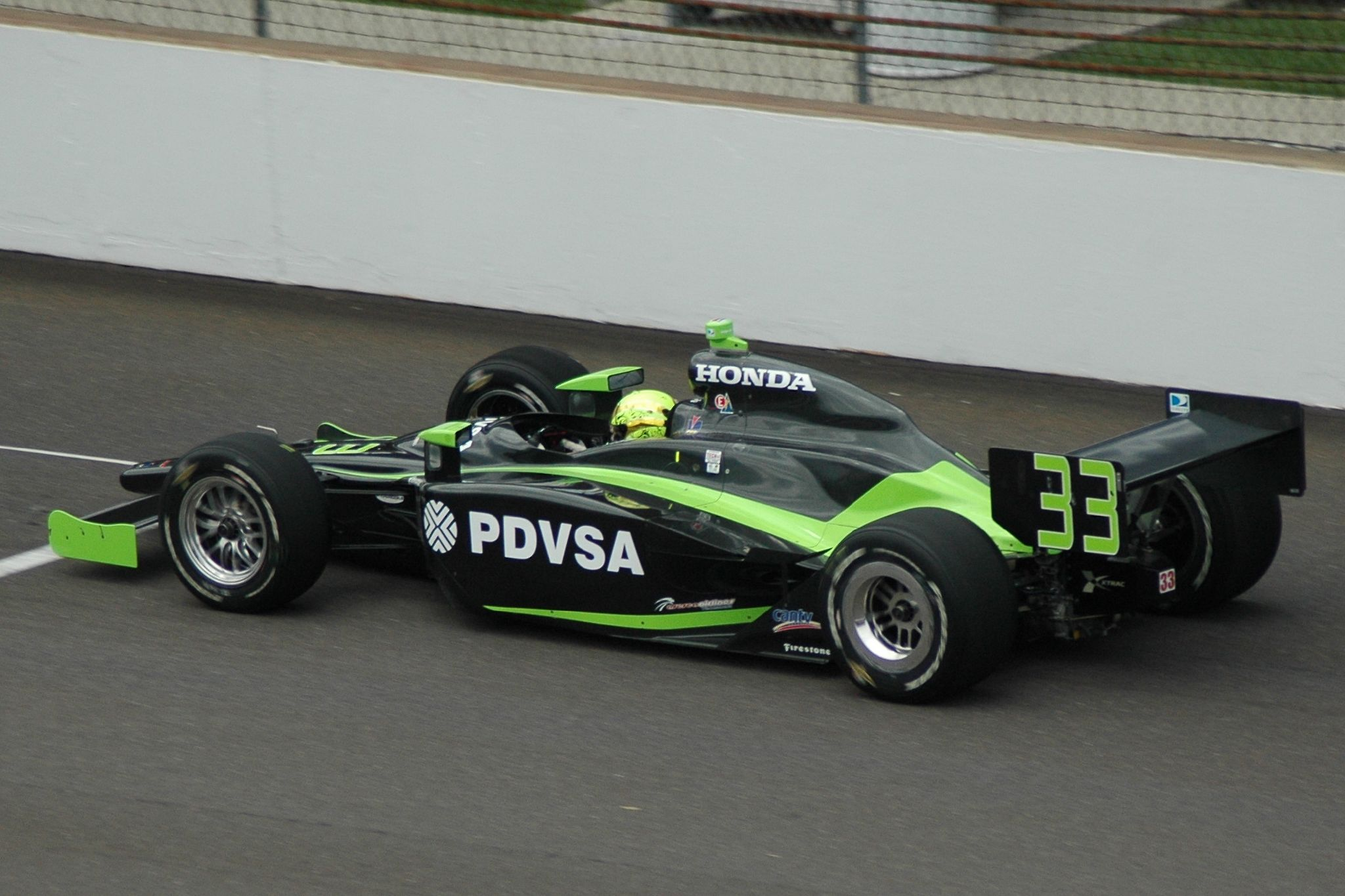
Ernesto Viso lors des essais des 500 miles d'Indianapolis 2008.

| Année | Châssis | Moteur    | Départ | Arrivée | Équipe               |
| ----- | ------- | --------- | ------ | ------- | -------------------- |
| 2008  | Dallara | Honda     | 26     | 26      | HVM Racing           |
| 2009  | Dallara | Honda     | 29     | 24      | HVM Racing           |
| 2010  | Dallara | Honda     | 19     | 25      | KV Racing Technology |
| 2011  | Dallara | Honda     | 18     | 32      | KV Racing Technology |
| 2012  | Dallara | Chevrolet | 9      | 18      | KV Racing Technology |
| 2013  | Dallara | Chevrolet | 4      | 18      | Andretti Autosport   |